# Jeannine Prentner
Jeannine Prentner (* 5. Juli 1990 in Kirchdorf) ist eine ehemalige österreichische Tennisspielerin.

## Karriere
Prentner spielte hauptsächlich auf dem ITF Women’s Circuit. Ihre beste Platzierung in der Weltrangliste erreichte sie im Juni 2012 mit Platz 633.
2012 wurde Prentner mit dem Kornspitzteam OÖ österreichische Staatsmeisterin. In der deutschen 2. Bundesliga spielte sie 2013 für den TC Amberg am Schanzl.
Ihr letztes Match als Tennisprofi spielte sie im Juli 2013 auf einem ITF-Turnier in Österreich.